# Alaa Hussein Ali

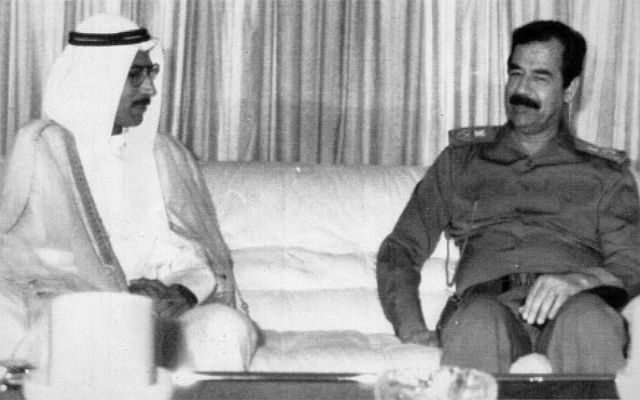
Alaa Hussein Ali (links) mit Saddam Hussein am 7. August 1990 in Bagdad

Alaa Hussein Ali (arabisch علاء حسين علي, DMG ʿAlāʾ Ḥusain ʿAlī; * 1949 in Kuwait) war kurzzeitig Premierminister Kuwaits und Vizepremier Iraks. Er war zu Beginn der irakischen Besetzung vom 2. bis 8. August 1990 der erste Regierungschef einer Republik in der Geschichte Kuwaits.

## Leben

### Frühe Jahre
In Kuwait aufgewachsen, als Kuwait und Bagdad noch gemeinsam unter britischem Einfluss standen, studierte Alaa Hussein Ali in Bagdad und war dort Mitglied der regierenden Baath-Partei. Ebenso wie zwei Staatsbürgerschaften hatte er zwei Frauen – eine kuwaitische und eine irakische.

### Volksrepublik Kuwait
Nach seiner Rückkehr in die Heimat leitete er als Leutnant 1990 jenen sogenannten Putschversuch, der von Anfang an auf das Eingreifen Iraks berechnet war. Eine kleine Gruppe antimonarchistischer Offiziere und Soldaten rief die hinter der Grenze wartenden Truppen Saddam Husseins wunschgemäß ins Land. Iraks Präsident beförderte Alaa Hussein dafür umgehend zum Obersten und machte ihn zum Premier-, Verteidigungs- und Innenminister der „provisorischen Regierung des freien Kuwaits“. In Saddam Husseins Auftrag durfte er den Emir stürzen, die Republik Kuwait ausrufen und die Ölquellen verstaatlichen.
Eine Woche später musste er den Anschluss Kuwaits an Irak verkünden und stieg zum irakischen Vizepremier auf.
Auch die meisten anderen der 21.000 kuwaitischen Militärs hatten zunächst nicht gegen die einstigen irakischen Verbündeten kämpfen wollen. Dem „Putsch revolutionärer Kräfte“ allerdings wollten sie sich nicht anschließen – anders als die palästinensischen Gastarbeiter, republikanische Kuwaiter und Teile der schiitischen Minderheit. Auch die Beduinen (vor allem Anaiza), die ohnehin stets auf beiden Seiten der Grenze lebten, unterstützten den Anschluss. Mit der Rückeroberung Kuwaits und der Restauration der vorrevolutionären Ordnung durch die US-Alliierten blieb vielen nur die Flucht in den Irak, ebenso Alaa Hussein Ali.

### Leben im Exil
Nach Angaben irakischer Oppositioneller war Ali, der auch abfällig als „kuwaitischer Quisling“ bezeichnet wurde, ab 1994 auf Distanz zu Ziehvater Saddam Hussein gegangen. 1998 gelang ihm die Flucht. Unter falschem Namen erhielt er mitsamt Familie Asyl in Norwegen. Warum er diese sichere Zuflucht später wieder verließ, bleibt mysteriös. Angeblich hatte ihm die kuwaitische Botschaft Schonung in Aussicht gestellt, wenn er sich gegen seinen ehemaligen Gönner verwenden lasse. Seine irakische Frau blieb skeptisch in Norwegen zurück, die kuwaitische dagegen begleitete ihn. Beide wurden bei ihrer Ankunft in Kuwait verhaftet.

### Verurteilung in Kuwait
Alaas Berufungsversuch gegen das 1993 in Abwesenheit verhängte Todesurteil scheiterte, im Mai 2000 wurde die Hinrichtung angeordnet. Die Todesstrafe wurde im März 2001 in eine lebenslange Freiheitsstrafe umgewandelt.
Vergeblich hatte Alaa argumentiert, von den Irakern mit dem Leben seiner Familie erpresst und zur Zusammenarbeit gezwungen worden zu sein. Die anderen acht kuwaitischen Offiziere in der Marionettenregierung hatten ihrerseits Alaa Hussein Ali vorgeworfen, sie auf diese Weise erpresst zu haben. Im Gegensatz zu Alaa wurden sie, die sich 1990 ebenfalls kampflos ergeben hatten, jedoch freigesprochen und rehabilitiert bzw. ordentlich pensioniert.